# Piggies
«Piggies» -español: «cerditos»- es una canción de la banda británica The Beatles, perteneciente a su álbum The Beatles, publicado en 1968, más conocido como "The White Album". La letra y la música fueron compuestas por George Harrison y se caracteriza por ser una canción con un cierto estilo barroco. John Lennon colaboró con una línea de los versos, así como con algunos efectos de sonido.

## Composición y letras
Las letras son un comentario social, utilizando metáforas como un medio para señalar los problemas de las clases sociales y haciendo algunas referencias a la literatura de George Orwell.
Esta canción fue escrita originalmente en 1966 y se trabajó en ella para ser incluida en el Álbum Blanco hasta 1968, después de que Harrison encontró una copia del manuscrito en casa de sus padres en ese año.
La madre de Harrison inspiró la línea "What they need's a damn good whacking" ("lo que necesitan es una maldita y buena bofetada"),  y Lennon contribuyó con la línea "clutching forks and knives to eat their bacon"  ("agarrando tenedores y cuchillos para comer su tocino").
Había un verso adicional  por escrito de la canción en 1968,  pero se omitió durante la grabación final  por razones desconocidas, aunque evidentemente resultaban letras algo polémicas.  Se trataba de varias líneas  en la que se hace un juego de palabras entre  "piggy pranks"  ("bromas  de cerditos”),  y  "piggy banks."  ("alcancías").
Harrison reincorporó estas líneas del  verso suprimido en todas las actuaciones en vivo de la canción en la década de 1990. Una versión se puede escuchar en su álbum doble Live in Japan, de 1992, lo que parece sugerir una cierta disconformidad con la publicada originalmente en el Álbum Blanco.
Yeah, everywhere there's lots of piggies
Playing piggy pranks
And you can see them on their trotters
Down at the piggy banks
Paying piggy thanks
To thee pig brother
Sí, en todas partes hay montones de cerditos
Jugando bromas  de cerditos
Y usted puede verlos en sus manitas
Abajo, en las alcancías
Pagando gracias a las alcancías
A ese hermano cerdo
La letra original decía  "to cut their pork chops" ("para cortar sus chuletas de cerdo", tal y como se escucha en la versión acústica del ensayo que aparece en Anthology 3). Lennon creó el  efecto en la grabación para los ruidos de cerdo, los cuales se tomaron de muestras seleccionadas para esta canción. 
El biógrafo Walter  Everett se refiere a las letras, como "una comparación orwelliana de los cerdos a lo socialmente horrible, cuando aparentemente se han  refinado los  tiranos".

## Estructura musical
"Piggies" cuenta con un marcado estilo barroco, gracias a su textura acompasada con armonías algo disonantes, un segmento final con coros de opereta y sobre todo, por el uso extensivo del clavecín y del cuarteto de cuerdas. Sin embargo, esta estructura toma un giro inesperado en un momento tocando un riff de blues. 
Chris Thomas (quien estuvo en la producción de esta pieza, en sustitución de  George Martin, ausente  en algunas sesiones del Álbum Blanco) tocó el característico clavecín.

## Grabación
La versión monofónica (originalmente lanzada en una encarnación monofónica de este  LP The Beatles) tiene el sonido de los cerdos en una posición diferente de la de la grabación en estéreo. El The Beatles in Mono box set contiene una versión de The Beatles con esta mezcla monofónica de "Piggies", que  se intercala entre las otras dos canciones  de Paul McCartney con animales en sus títulos ("Blackbird" y "Rocky Raccoon"). 
Esta fue una decisión deliberada por parte de Lennon y McCartney, mientras preparaban  la secuencia definitiva de las canciones para el álbum.

## Interpretaciones
El criminal Charles Manson derivó  un sentido personal de muchas canciones del Álbum Blanco (ver Helter Skelter). "Piggies" fue utilizado en particular para justificar los ataques contra la clase dirigente blanca, con las letras "lo que necesitan es una maldita y buena bofetada" que refleja los ataques contra los negros en lo que Manson predijo que sería una guerra racial apocalíptica. 
Durante los asesinatos de Sharon Tate, Leno y Rosemary LaBianca , Gary Hinman y otros, las palabras de "political piggy" ("cerditos políticos"), "pig" ("cerdo") y "death to pigs" ("muerte a los cerdos") fueron escritas con la sangre de las víctimas en las paredes. En el caso de los asesinatos de los LaBianca, se insertaron cuchillos y tenedores en los cuerpos de las víctimas, en referencia a la letra "agarrando tenedores y cuchillos para comer su tocino".
En su libro Helter Skelter de 2010, Vincent Bugliosi dijo que no se le solicitó permiso a Harrison para citar las letras de esta canción, pero en una adaptación televisiva de los asesinatos realizada en 1976, se utilizaron por igual varias canciones de los Beatles grabadas por un grupo de sonido, entre ellas "Piggies".
En una entrevista en 1980, Harrison cuestionó la retorcida interpretación que hicieron de ella: "'Piggies' es un comentario social. Me había quedado atrapado por una línea en el medio, hasta que mi madre se le ocurrió la letra, 'What they need is a damn good whacking' ("lo que necesitan es una maldita y buena bofetada") que es una simple buena manera de decir que necesitan una buena paliza. Es necesario para rimar con 'backing' ("respaldo"), 'lacking' ( "falta"), y no tenía absolutamente nada que ver con policías de Estados Unidos o con promisucuos de California!".

## Recepción de la crítica
Debido a su contexto controversial, la canción generó criterios muy divididos. En su libro Revolution in the Head: The Beatles' Records and the Sixties, el crítico de música Ian MacDonald describió a "Piggies" como una "sátira contundente de la sociedad heterosexual", descartando la canción como "terrible" y "una mancha vergonzosa en su discografía (de Harrison)". 
El escritor Dominic Pedler en su libro The Songwriting Secrets of the Beatles de 2003, expresó una opinión más favorable, citando como efectivamente el uso de acordes disonantes evoca la dislocación espiritual de los "cerditos".
Mientras tanto, Everett analizó básicamente sus cualidades musicales, al señalar que "Piggies" es "notable por sus barrocas texturas y armonías".

## Personal
- George Harrison: guitarra acústica (Gibson J-200) y voz principal.
- John Lennon: efectos de sonido y coros.
- Paul McCartney: bajo (Fender Jazz Bass) y coros.
- Ringo Starr: pandereta.
- Chris Thomas: clavecín
- Henry Datyner - violín
- Eric Bowie - violín.
- Norman Lederman - violín.
- Ronald Thomas - violín.
- Eldon Fox - cello.
- Reginald Kilbey - cello.
- John Underwood - viola.
- Keith Cummings - viola.

Información de Beatles Music History